# Lublewko
Lublewko is een plaats in het Poolse district  Wejherowski, woiwodschap Pommeren. De plaats maakt deel uit van de gemeente Choczewo en telt 175 inwoners.